# Je veux t'aimer jusqu'à ta mort
Je veux t'aimer jusqu'à ta mort (きみが死ぬまで恋をしたい, Kimi ga Shinu made Koi wo Shitai, litt. Je veux tomber amoureuse de toi jusqu'à ta mort)  est une série de manga yuri écrite et dessinée par Aono Nachi. La série est pré-publié dans le magazine Comic Yuri Hime, appartenant à Ichijinsha, de août 2018 à décembre 2019 puis en ligne sur PixivYurihime et Ichijin Plus. En France, le manga est publié chez Meian depuis le 13 septembre 2024.
Une adaptation en série animée, produite par Roll2, a été annoncée.

## Synopsis
Dans une école qui accueille des enfants orphelins et les élèvent pour en faire des armes de guerre, Sheena Totsuki, 14 ans, perd soudainement sa colocataire. Sheena tente de réprimer son chagrin  jusqu'à ce que plus tard dans la soirée, une fille couverte de sang s'approche d'elle. Malgré ses blessures, la fille reste joyeuse, à la grande confusion de Sheena. Le lendemain, la fille rejoint la classe de Sheena en tant que nouvelle élève et se présente comme Mimi Kagari tandis que Sheena découvre que Mimi serait l'arme secrète de l'école car elle serait immortelle. Les deux filles deviennent colocataires et se rapprochent malgré leurs avis divergents sur leur situation au sein de leur école.

## Personnages
Sheena Totsuki (トツキ シーナ, Totsuki Shīna)
Voix japonaise : Rie Takahashi (PV, anime),
Personnage principale du manga, c'est une fille de 14 ans qui est médiocre sur ses capacités et ses résultats scolaires. Elle déteste la guerre et le fait de blesser les autres ; elle doute de sa mission au sein de l'école. Elle est la première à rencontrer Mimi et est troublée par son humeur joyeuse alors qu'elle est couverte de sang qu'elle a reçu du champ de bataille. Elle commencera à se rapprocher d'elle une fois qu'elles sont colocataires.
Mimi Kagari (カガリ ミミ, Kagari Mimi)
Voix japonaise : Rina Hidaka (PV, anime),
C'est une fille mystérieuse qui a rencontré Sheena par hasard à son retour du champ de bataille. Malgré ses airs insouciantes et son apparence, il est dit qu'elle serait une arme secrète immortelle. Elle possède une puissance inimaginable et tue de sang-froid ses ennemis. Elle a également la capacité de se réanimer tout seule au point de perdre sa forme humaine.
Lizzy Seiran (リジィ セイラン, Rīji Seiran)
Voix japonaise : Asami Seto (PV, anime),
Une camarade de classe et amie de Sheena. Elle est une personne sérieuse et a un très grand sens de la justice. Elle est en colocation avec Ali et serait en couple avec elle.
Ali Maud (モード アリ, Mōdo Ari)
Voix japonaise : Yui Ishikawa (PV, anime),
Deuxième camarade de classe et amie de Sheena. Elle est toujours souriante et a une personnalité douce. Elle a tendance à être directe sur sa manière de penser.
Fran (フラン)
Infirmière de l'école, elle est douée pour la magie curative et les soins. C'est elle qui s'occupe de Mimi quand elle revient du champ de bataille. Elle s'énerve très souvent contre elle du fait que Mimi revient constamment blessée.
Omi (オミ)
La professeure de la classe 14, elle porte des lunettes.
Esta (エスタ)
Une élève de la classe 16 et une ainée de Sheena et de ses amies. Elle est très souvent recouverte de bandages à la suite de blessures de guerre. Sheena et Mimi ont vu pour la première fois Esta embrasser sa camarade de chambre dans les escaliers de l'école, mais lorsqu'elles ont été présentées à Esta, sa camarade de chambre était morte au combat.
Haru
Élève de la classe 14, elle se lie d'amitié avec Mimi. Elle a une personnalité franche et souffre d'une faible condition physique, ayant des fièvres persistantes lorsqu'elle est exposée au soleil, ce qui l'empêche de participer aux batailles simulées à l'école. Elle porte un uniforme de garçon et, bien qu'elle soit en conflit avec son identité sexuelle et romantique, Fran l'encourage à prendre son temps pour y parvenir.

## Médias

### Manga
Écrit et illustré par Aono Nachi, Je veux t'aimer jusqu'à ta mort a été publié en série dans Comic Yuri Hime de la maison d'édition Ichijinsha d'août 2018 à décembre 2019 avant d'être sérialisé en ligne sur la page PixivYurihime du site Web Pixiv Comic et sur Ichijin Plus. La série a été rassemblée en sept volumes.

En France, le manga est édité chez Meian depuis septembre 2024. 
| no | Japonais        | Japonais          | Français          | Français          |
| no | Date de sortie  | ISBN              | Date de sortie    | ISBN              |
| -- | --------------- | ----------------- | ----------------- | ----------------- |
| 1  | 18 janvier 2019 | 978-4-7580-7898-6 | 13 septembre 2024 | 978-2-38503-474-0 |
| 2  | 18 juillet 2019 | 978-4-7580-7964-8 | 13 septembre 2024 | 978-2-38503-475-7 |
| 3  | 31 juillet 2020 | 978-4-7580-2147-0 | 13 septembre 2024 | 978-2-38503-476-4 |
| 4  | 30 juin 2021    | 978-4-7580-2267-5 | 13 septembre 2024 | 978-2-38503-477-1 |
| 5  | 30 avril 2022   | 978-4-7580-2399-3 | 25 octobre 2024   | 978-2-38503-478-8 |
| 6  | 25 janvier 2023 | 978-4-7580-2497-6 | 25 octobre 2024   | 978-2-38503-479-5 |
| 7  | 29 février 2024 | 978-4-7580-2648-2 | 26 février 2025   | 978-2-38503-480-1 |
| 8  | 17 mars 2025    | 978-4-7580-2865-3 |                   |                   |

### Anime
Le 3 mars, il a été annoncé que le manga va être adapté en anime. Deux illustrations, un visuel et une bande-annonce ont été révélés le jour même.

## Réception
Je veux t'aimer jusqu'à ta mort a été nommé pour le Next Manga Award 2019 dans la catégorie « manga imprimé ». Il a également été présenté dans la liste « Manga à lire » de MyAnimeList en 2024 dans la catégorie Art/Histoire unique,.

### Manga
Édition japonaise
1. 1 2  (ja) « きみが死ぬまで恋をしたい（1） », sur Ichijinsha (consulté le 5 mars 2025)
2. 1 2  (ja) « きみが死ぬまで恋をしたい（2） », sur Ichijinsha (consulté le 5 mars 2025)
3. 1 2  (ja) « きみが死ぬまで恋をしたい（3） », sur Ichijinsha (consulté le 5 mars 2025)
4. 1 2  (ja) « きみが死ぬまで恋をしたい（4） », sur Ichijinsha (consulté le 5 mars 2025)
5. 1 2  (ja) « きみが死ぬまで恋をしたい（5） », sur Ichijinsha (consulté le 5 mars 2025)
6. 1 2  (ja) « きみが死ぬまで恋をしたい（6） », sur Ichijinsha (consulté le 5 mars 2025)
7. 1 2  (ja) « きみが死ぬまで恋をしたい（7） », sur Ichijinsha (consulté le 5 mars 2025)
8. 1 2  (ja) « きみが死ぬまで恋をしたい（8） », sur Ichijinsha (consulté le 5 mars 2025)

Édition française
1. 1 2  « Je veux t'aimer jusqu'à ta mort T01 », sur Meian (consulté le 5 mars 2025)
2. 1 2  « Je veux t'aimer jusqu'à ta mort T02 », sur Meian (consulté le 5 mars 2025)
3. 1 2  « Je veux t'aimer jusqu'à ta mort T03 », sur Meian (consulté le 5 mars 2025)
4. 1 2  « Je veux t'aimer jusqu'à ta mort T04 », sur Meian (consulté le 5 mars 2025)
5. 1 2  « Je veux t'aimer jusqu'à ta mort T05 », sur Meian (consulté le 5 mars 2025)
6. 1 2  « Je veux t'aimer jusqu'à ta mort T06 », sur Meian (consulté le 5 mars 2025)
7. 1 2  « Je veux t'aimer jusqu'à ta mort T07 », sur Meian (consulté le 5 mars 2025)